# Натријум-калијум пумпа
Натријум-калијум пумпа ((ЕЦ 3.6.3.9, Na-K пумпа) је облик примарног активног транспорта јона кроз ћелијску мембрану који се крећу из средине са мањом у средину са већом концентрацијом помоћу молекула носача и уз потрошњу енергије. При овом процесу се јони натријума активно испумпавају (избацују) из ћелије, а јони калијума упумпавају у ћелију и то супротно концентрационом градијенту — натријума има више ван ћелије него у њој, а калијума обрнуто. Овај ензим катализује следећу хемијску реакцију:
ATP + 2O + Na+in + +out {\displaystyle \rightleftharpoons } ADP + fosfat + Na+out + +in
Протеини носачи раде као пумпе и као ензими АТП-азе (аденозин трифосфатазе) јер катализују разлагање АТП-а. Разлагањем АТП-а на АДП и неоргански фосфат, раскида се фосфоанхидридна веза богата енергијом чиме се обезбеђује енергија неопходна за овај транспорт.
Натријум-калијум пумпа има главну улогу у стварању мембранског потенцијала животињских ћелија. Потенцијал мировања или мембрански потенцијал је електрични напон који постоји између унутрашње (негативно наелектрисана) и спољашње стане (позитивно наелектрисана) мембране нервне и мишићне ћелије у стању мировања, односно пре њиховог надраживања. Када се ове ћелије надраже, онда потенцијал мировања постаје акциони потенцијал – нервни импулс, при коме се обрће поларизованост мембране тако да унутрашња страна постаје позитивно, а спољашња негативно наелектрисана.

## Историја
Да би објаснили разлику у концентрцији јона натријума на обе стране неуронске мембране која се одржава иако овај јон продире кроз пасивне канале, Хоџкин и сарадници су прихватили и експериментално доказали претпоставку о томе да се транспорт натријумских јона из неурона у спољашњу средину врши помоћу специјалног механизма.

## Транспорт
Механизам транспортује, преноси, натријум из нервне ћелије у спољашњу средину и то насупрот концентрационом градијенту, тј. чињеници да је споља његова концентрација већа него у протоплазми.
Одстрањење натријума из унутрашњости се врши путем натријумске пумпе која је у ствари један од видова активног транспорта, иначе присутних у практично свим ћелијама. Активност натријумске пумпе обезбеђује ниску концентрацију јона натријума у ћелији и њихово концентрисање са спољашње стране. У принципу се сматра да се активни транспорт натријума врши преко молекула ензима АТПаза (атепеаза) који улази у састав мембране нервне ћелије.
На унутрашњој страни мембране, ензим се везује за натријум, а затим га преноси на спољашњу страну и ту га отпушта. Ова пумпа - молекул, у исто време се на спољашњој страни мембране везује за јоне калијума и враћа их у унутрашњост ћелије, опет помоћу активног транспорта. То би, поред осталих фактора, такође допринело одржавању високе концентрације јона калијума у аксоплазми. Зато се ензим помоћу кога се врши описани транспорт у ствари назива Натријум-калијум пумпа, а активни транспорт NA/K ATP-аза.
Одржавање интрацелуларног медијума зависи и од других транспортних механизама. Неки од њих условљавају активни, а неке пасивни процеси.